# ممشقة غامضة
ممشقة غامضة (الاسم العلمي: Dipsacus dubius) هو نوع من النباتات يتبع جنس الممشقة من الفصيلة المعزية الورق.